# Kris Burm

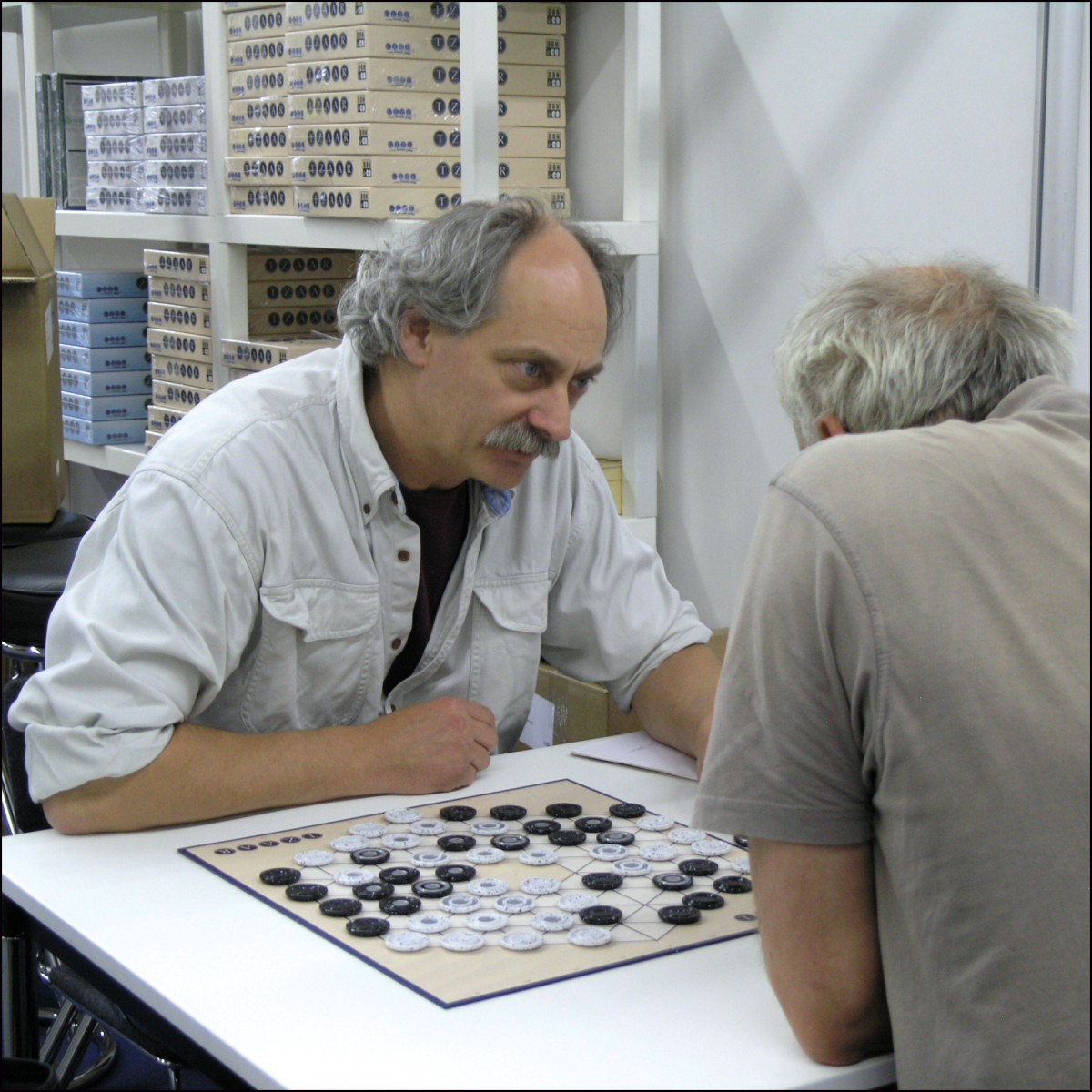
Kris Burm impegnato in una partita di TZAAR

Kris Burm (Anversa, 1957) è un autore di giochi belga, specializzato soprattutto nella creazione di giochi di strategia astratta. È molto celebre in tutto il mondo ludico per la sua serie di sei giochi che compongono il Progetto GIPF, basato sul gioco omonimo, che gli ha consentito di guadagnare diversi premi internazionali.

## Ludografia
- 1991 - Invers
- 1993 - Oxford
- 1994 - Balanx
- 1995 - Tashkent (3x3)
- 1995 - Flix
- 1995 - Orient
- 1996 - Quads
- 1997 - Tashkent (5x5)
- 1997 - Dicemaster
- 1997 - Bi-litaire
- 1997 - Batik
- 1998 - GIPF
- 1998 - TAMSK
- 2000 - ZÈRTZ
- 2001 - Elcanto
- 2001 - DVONN
- 2003 - YINSH
- 2005 - PÜNCT
- 2007 - TZAAR